# Істад

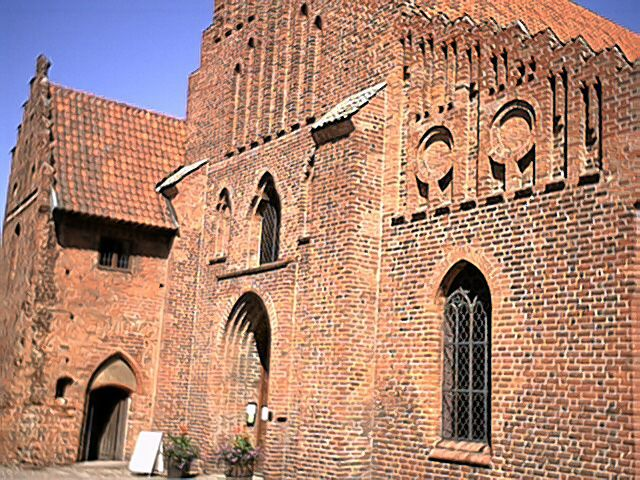
Церква святого Петра

Іста́д (швед. Ystad) — місто в Швеції, адміністративний центр Істадської комуни в лені Сконе. На 2005 рік у місті проживало 17 286 осіб.

## Назва
1285 року засвідчено написання Ystath. Значення назви до кінця не з'ясовано, хоча існує припущення, що початкове y пов'язане з давнім словом, що означало Тисове дерево. -stad означає шведською місто, або скоріше місце. У часи данського правління до 1658 року назва міста записувалося як Ysted.

## Історія
Вперше місто було згадане 1244 року. Францисканський монастир Гробредраклострет (Gråbrödraklostret) був заснований 1267 року. В XIV столітті Істад приєднався до Ганзи. Хартія 1599 року дала місту право торгувати великою рогатою худобою. З 1658 року за Роскілльським мирним договором місто, разом з усією провінцією Сконе, відійшло від Данії до Швеції; у той час його населення становило приблизно 1600 осіб. 1850 року населення досягло 5000. 1866 року в Істаді була побудована залізниця, в 1890-х місто стало вважатися гарнізоном. Згодом його населення зросло до 10 тис. осіб. Після Другої світової війни була відкрита поромна переправа в Польщу і на данський острів Борнгольм.

## Економіка
Головну роль в економіці міста відіграють торгівля, ремесло та туризм. З Істаду ходять пороми на Борнгольм і в Свіноуйсьце. Місто також сполучене залізницею з Мальме, Сімрісхамн та Копенгагеном.

## Визначні місця
У місті збереглися дві великі середньовічні церкви: церква Святого Петра, відома також як «Клострет» (швед. Klostret), і церква Діви Марії (швед. Mariakyrkan). В архітектурі обох церков відчувається вплив готики Ганзи, типової для сакральних споруд, побудованих на березі Балтійського моря, наприклад в Гельсінгборзі, Мальме та Ростоку.
Місто з його мальовничими старими будиночками та вуличками вважається одним з найбільш збережених міст в провінції Сконе.

## Спорт
Найпопулярнішим видом спорту в Істад є гандбол, представлений двома клубами: на 2008 рік IF перебував на вершині шведської національної ліги (швед. Elitserien), у той час як IFK Ystad займав місце в нижній лізі швед. Division 1). Через ці клуби пройшло чимало відомих гравців, найвідомішим з яких, ймовірно, був Пер Карлен.

## Газети
Єдина газета міста — Ystads Allehanda — поширюється також у сусідніх комунах  Скуруп,  Томелілла, Сімрісхамн і  Шебу. Газета була заснована 1873 року.

## Істад в художний літературі
Істад зазнав всесвітньої слави як місто, у якому відбувається дія багатьох романів Геннінга Манкелля, головним героєм яких виступає інспектор Курт Валландер.
Український письменник Юрій Андрухович присвятив Істаду один з розділів свого роману «Лексикон інтимних міст».

## Міста-побратими
- Søllerød Municipality, Данія
- Гаугесун, Норвегія
- Екеняс, Фінляндія

## Відомі особистості
- Анна Квірентія Нільссон (1888—1974) — американська актриса, яка народилася в Швеції.
- Гуннар Мальмквіст (1893—1982) — астроном.
- Ернст-Хуго Ярегард (1928—1998) — актор.
- Івар Ялмар Якобсон (1939) — шведський вчений у галузі інформатики.
- Люкке Лі (1986) — співачка та автор пісень.

А також вигаданий письменником Геннінгом Манкеллем детектив Курт Валландер.

## Цікаві факти
В Істаді на ліхтарних стовпах стоять лічильники.